# فیلم‌نامه بلند
فیلم‌نامه بلند متنی است برای فیلمی که شروع، میان و پایان مشخصی دارد. این متن معمولاً حدود دو ساعت فیلم را شامل می‌شود. سید فیلد مدرس فیلمنامه‌نویسی معتقد است فیلمنامه سینمایی باید صد و بیست صفحه باشد؛ و بر همین اساس فرمولی را برای ساختار این نوع از فیلمنامه ارائه داده است. اما کم نیستند فیلم‌هایی که زمانی حدود نود دقیقه (معادل نود صفحه) دارند. یا فیلم‌هایی سینمایی با زمانی بیشتر، مثلاً دویست و ده دقیقه. اما به هر حال فیلمنامه سینمایی از نظر زمانی بیشتر از هفتاد دقیقه است. در حالی که از لحاظ ساختاری نیز بر خلاف فیلمنامه کوتاه از موضوعی فرعی که رابطه‌ای تنگاتنگ با موضوع اصلی دارد، بهره می‌جوید. این موضوع یا داستان فرعی کمک می‌کند که موضوع اصلی بهتر معنا یابد و گیراتر و پررنگتر جلوه نماید. فیلمنامه بلند نیز می‌تواند گفتگو (دیالوگ) داشته باشد، یا فاقد آن باشد.